# Sphinx pinastri
Sphinx pinastri là một loài bướm đêm thuộc họ Sphingidae. Nó được tìm thấy ở Cổ Bắc giới và đôi khi Tân Bắc giới. Loài này được tìm thấy ở Scotlandnhưng thường được tìm thấy ở Anh.

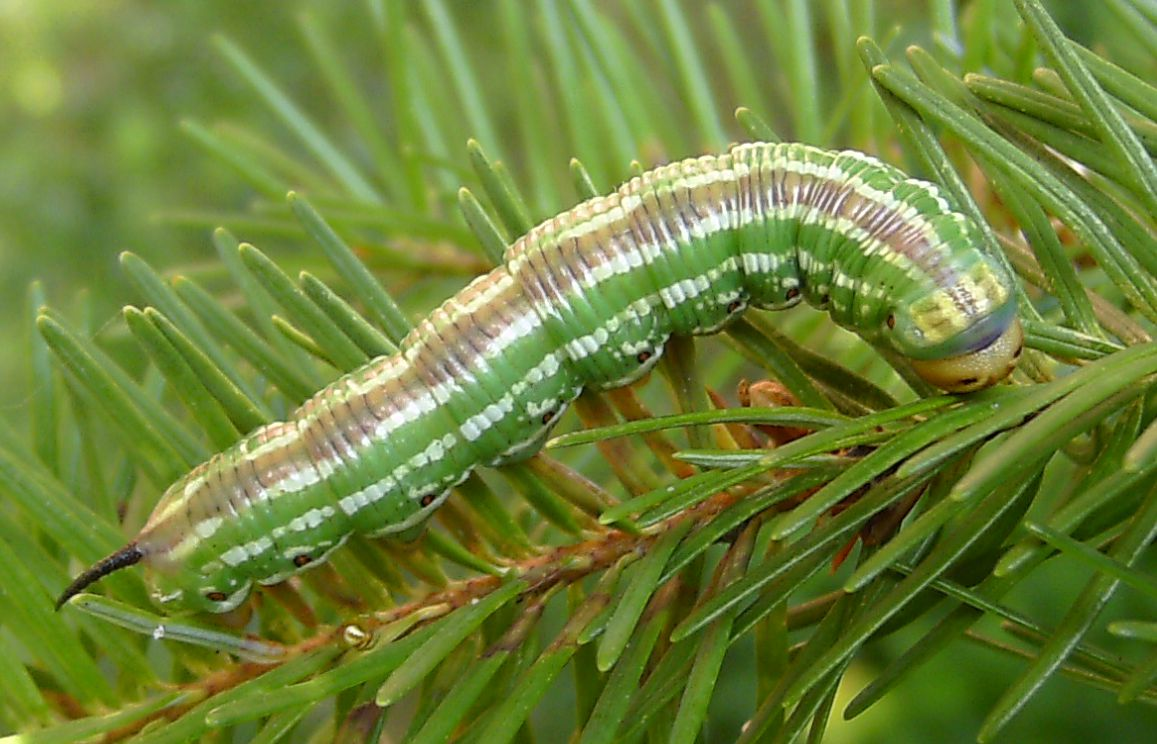
Caterpillar
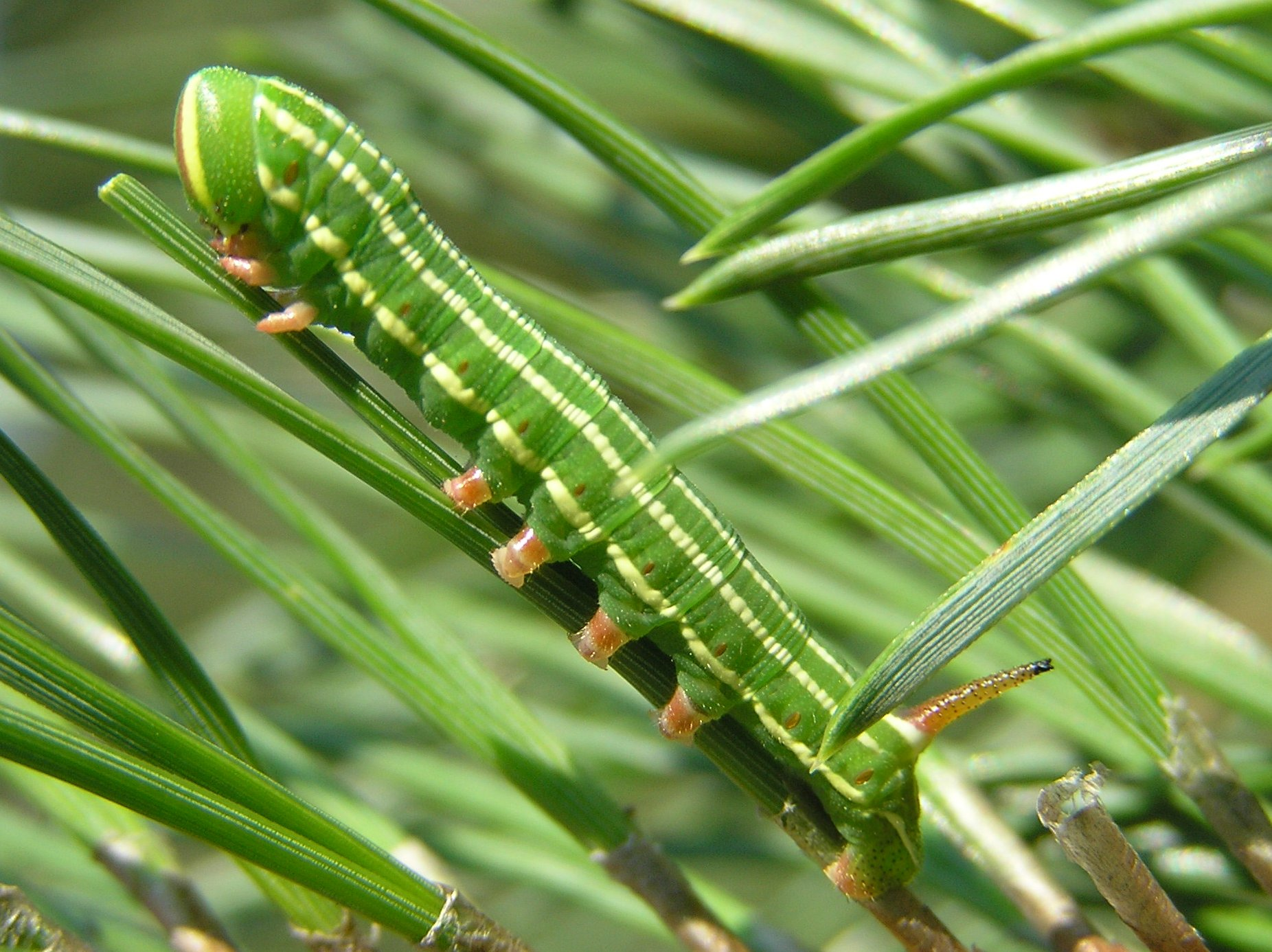
Caterpillar
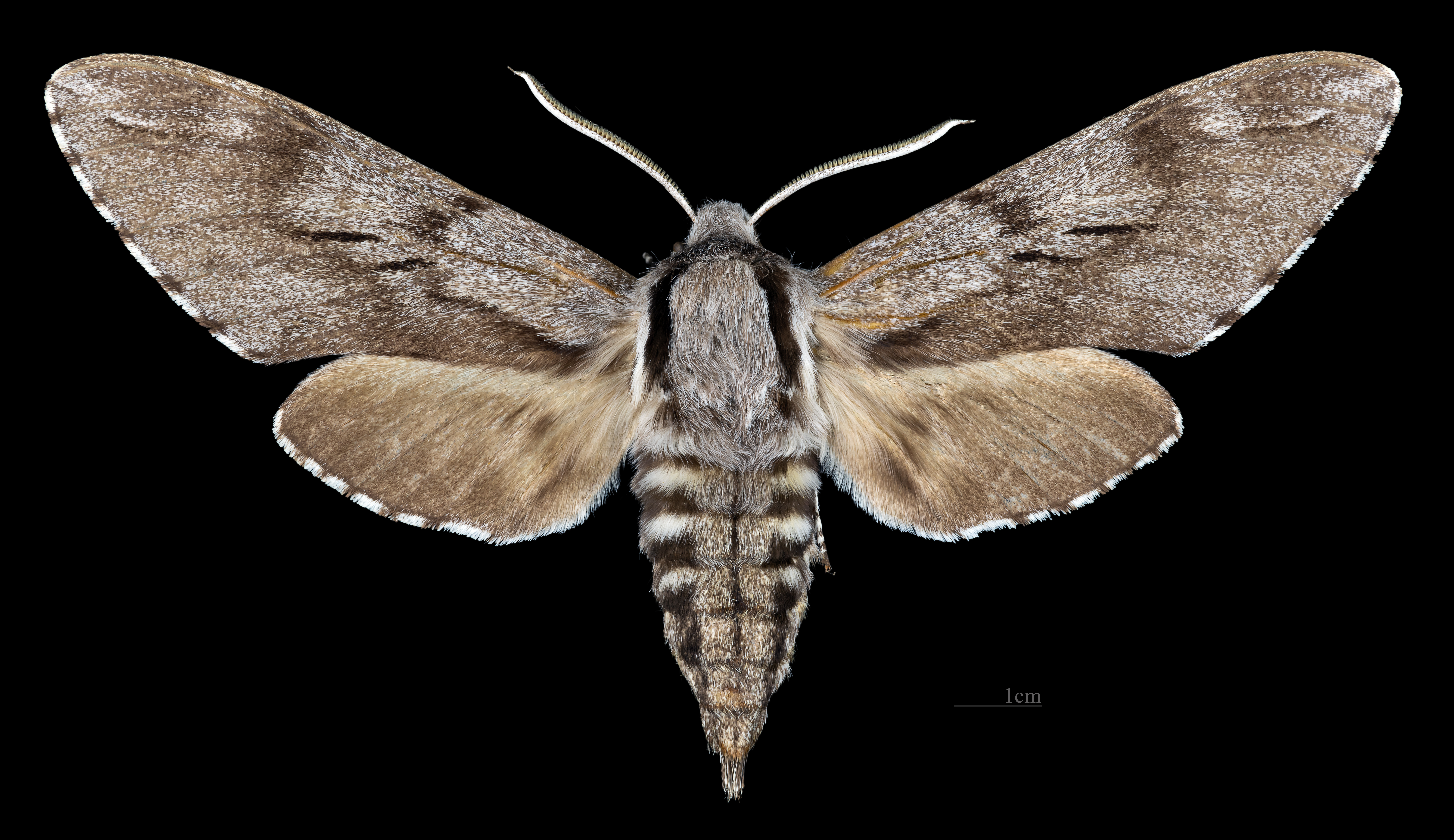
Sphinx pinastri ♂
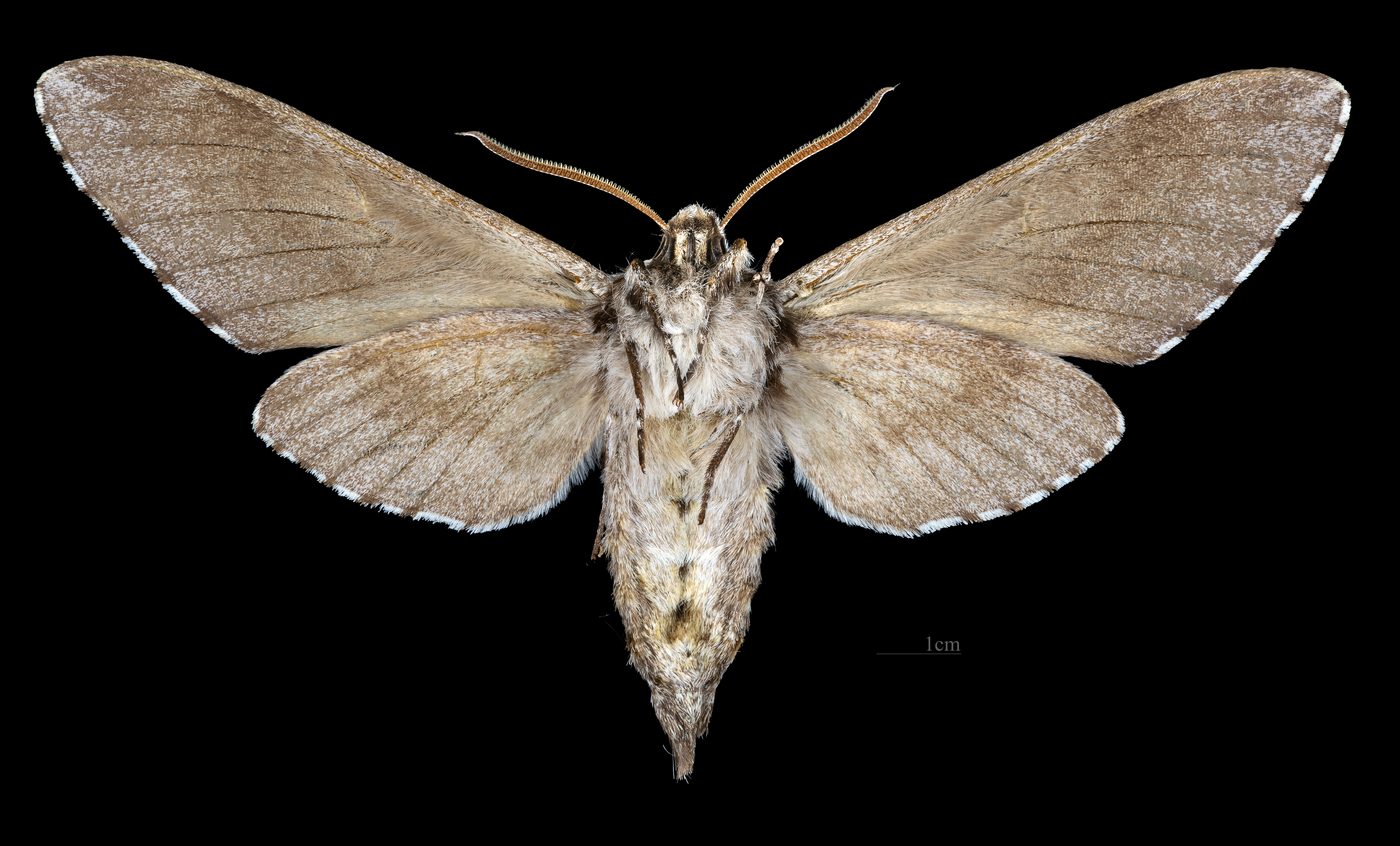
Sphinx pinastri ♂△
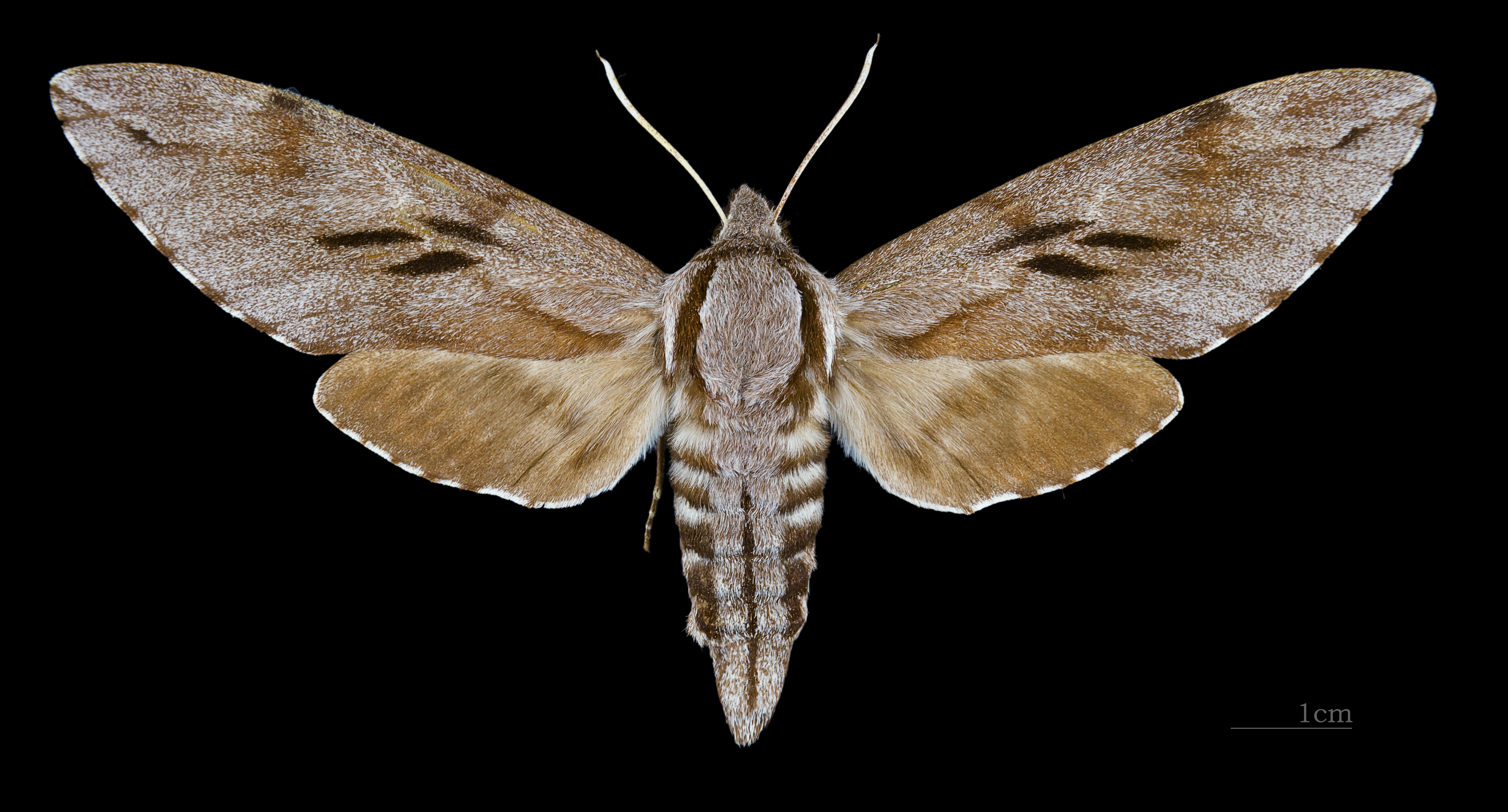
Sphinx pinastri ♀
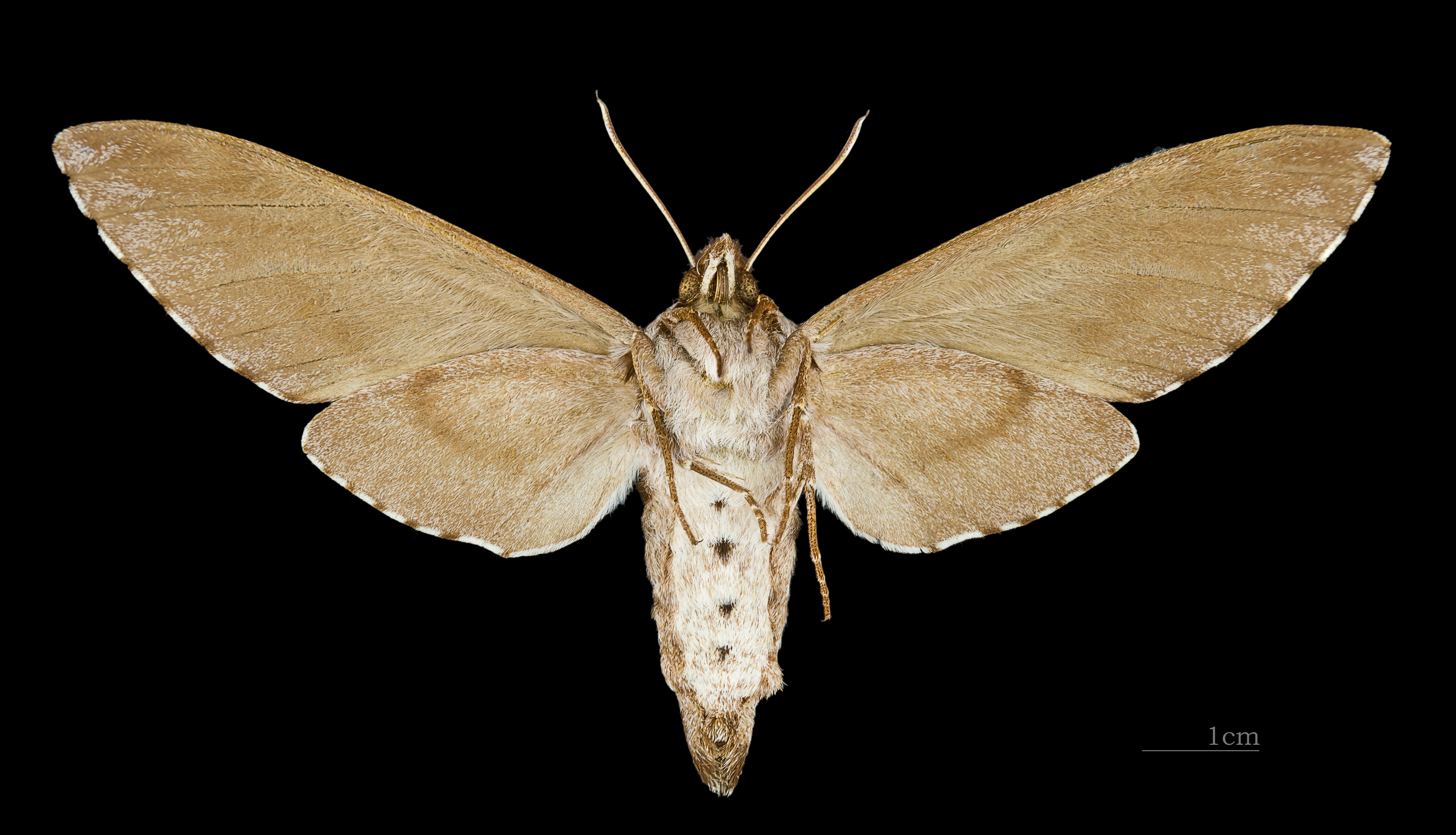
Sphinx pinastri ♀ △

Ấu trùng ăn Scots Pine, Swiss Pine, Siberian Pine và Norway Spruce.